# Tepoxalin
Tepoxalin (tên thương hiệu Zubrin)  là một loại thuốc chống viêm không steroid được chấp thuận cho sử dụng thú y ở Hoa Kỳ và nhiều quốc gia khác. Nó chủ yếu được sử dụng để giảm viêm và giảm đau do rối loạn cơ xương như loạn sản xương hông và viêm khớp.
Kể từ năm 2017, tepoxalin không được bán trên thị trường Hoa Kỳ nhưng vẫn được FDA chấp thuận.